# Бенхай (річка)
Річка Бенхай (в'єт. Sông Bến Hải) — річка в центральному В'єтнамі, яка стала важливою віхою в поділі країни на північну та південну зони вздовж 17-ї паралелі за Женевськими угодами 1954 року, які завершилися в 1976 році. Демілітаризована зона, що розділяє дві частини, простяглася приблизно на 5 кілометрів з обох боків річки.

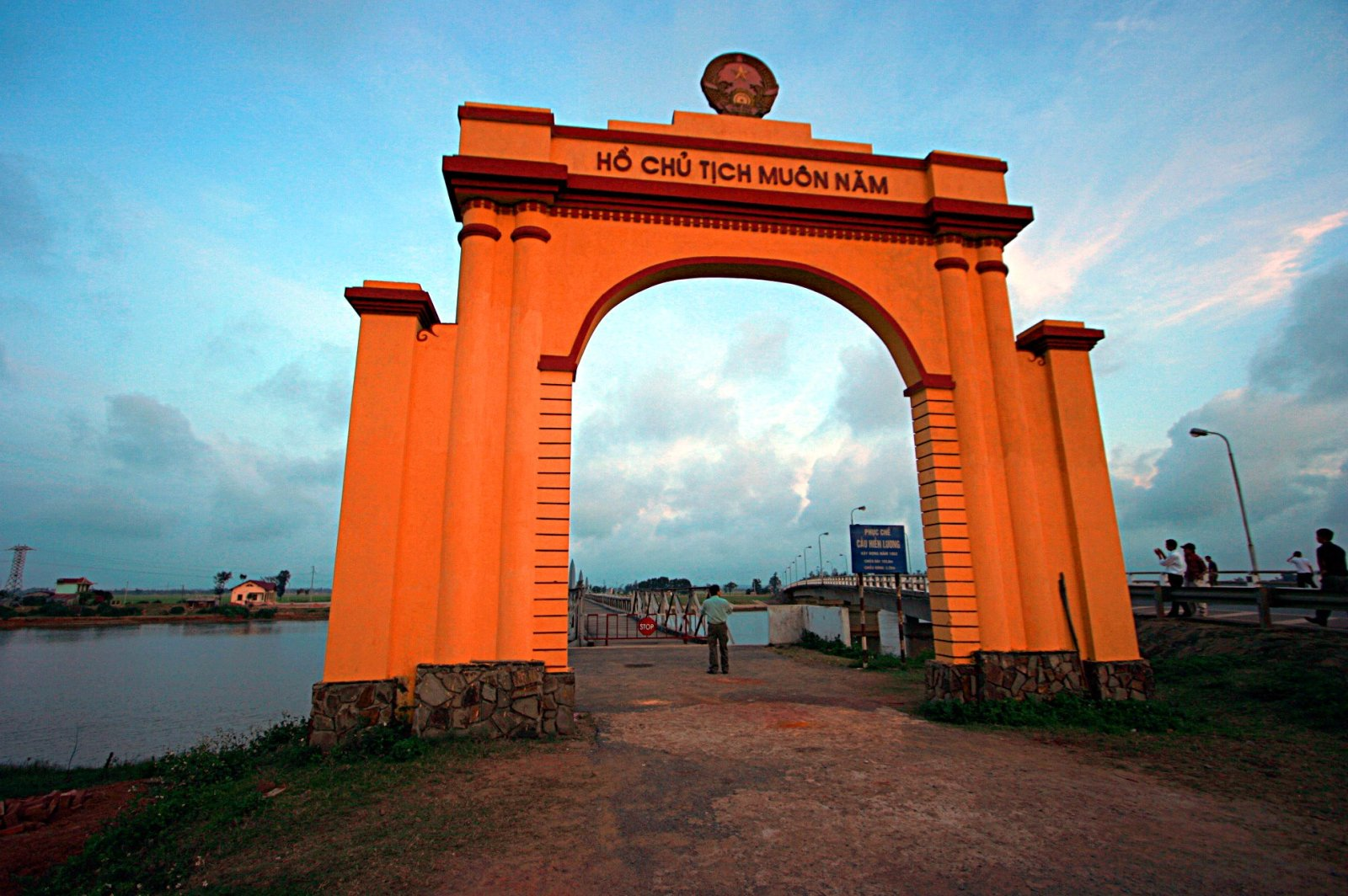
Меморіальний портал Хо Ши Міна на мосту Хієн Луонг

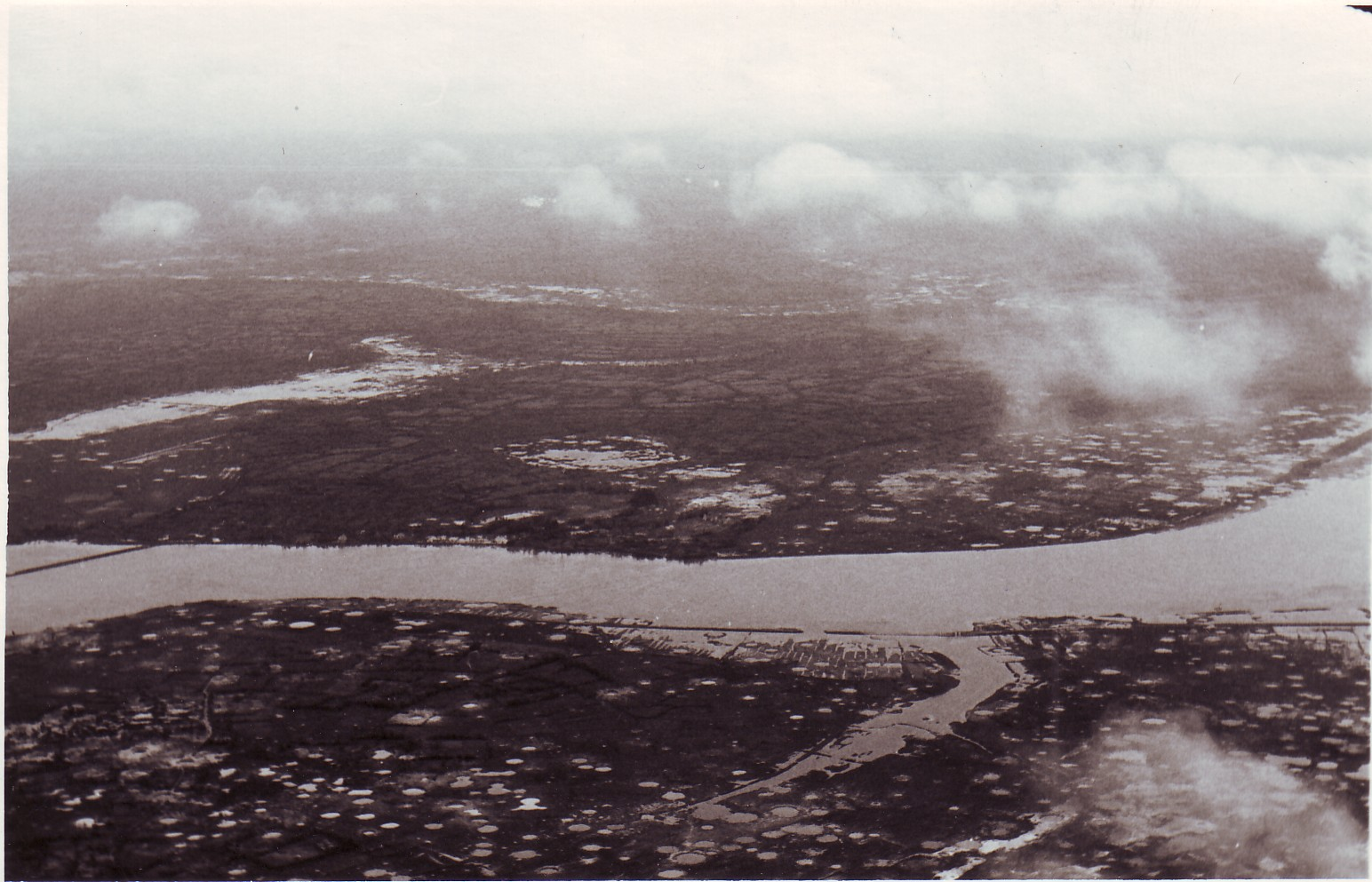
Погляд через річку Бенхай на Північний В’єтнам, березень 1968 року.

Річка Бенхай має загальну довжину близько 100 кілометрів; її джерело розташоване в Аннамітських горах уздовж кордону з Лаосом і впадає в Південно-Китайське море в Куа Тунг (гирлі річки Тунг). У горах річка називається «Рао Тхань». Тече із заходу на схід трохи на південь від 17-ї паралелі та поблизу північного кордону провінції Куанг Чон, у якій вона розташована. У найширшому місці річка становить близько 200 метрів шириною.
Під час поділу головна дорога з півночі на південь (шосе 1) перетинала річку Бенхай через міст Хієн Луонг (також відомий як «Міст миру»), балковий міст, побудований зі сталі французами в 1950 році. Після перегородки північну частину мосту пофарбували в червоний колір, а південну — у жовтий. Міст був пошкоджений американським бомбардуванням під час війни у В'єтнамі в 1967 році. Реактивні літаки США знищили міст 5 квітня 1972 року, щоб затримати вторгнення військ Північного В'єтнаму під час Великоднього наступу. Після Паризької мирної угоди поряд зі старим мостом збудували сучасний.